# Kirstjen Nielsen
Kirstjen Michele Nielsen (Colorado Springs, 14 maggio 1972) è una politica statunitense, Segretaria della Sicurezza Interna nella prima presidenza Trump dal 2017 al 2019.

## Biografia

### Primi anni
Kirstjen Nielsen nasce a Colorado Springs, nel Colorado, e cresce a Clearwater, in Florida. È la maggiore dei tre figli di Phyllis Michele Nielsen e James McHenry Nielsen, rispettivamente di origini italiane e danesi. Si laurea in scienze politiche alla Georgetown University, per poi conseguire un dottorato in giurisprudenza all'Università della Virginia nel 1999. Ha anche studiato la lingua giapponese presso la Nanzan University a Nagoya.

### Carriera politica
Nielsen dà inizio alla propria carriera politica entrando in servizio come assistente speciale e direttore per la prevenzione e la preparazione nel Consiglio per la Sicurezza Interna alla Casa Bianca durante la presidenza di George W. Bush. È stato inoltre anche membro anziano della task force Resilience del Center for Cyber & Homeland Security Committee presso la George Washington University e faceva parte del comitato consultivo per i rapporti globali sui rischi del forum economico mondiale.
Dopo aver lasciato l'amministrazione Bush jr., la Nielsen diventa fondatrice e presidente della Sunesis Consulting. Il profilo online dell'azienda l'ha elencata come unica dipendente e con il numero di telefono aziendale il suo cellulare personale.  Nel settembre 2013 la società ha vinto un contratto federale, con un premio iniziale di circa 450,000 dollari, per "fornire politica e legislazione, scrittura tecnica e sviluppo organizzativo" alla Federal Emergency Management Agency.
Durante la presidenza di Donald Trump, ha servito come capo di gabinetto al Dipartimento della Sicurezza Nazionale per l'allora segretario della Sicurezza Interna John F. Kelly. Dopo che quest'ultimo venne nominato capo di gabinetto della Casa Bianca nel luglio 2017, la Nielsen ricoprì il ruolo di suo vice nel settembre di quell'anno.

### Segretario per la Sicurezza Interna
L'11 ottobre 2017 viene nominata dal presidente americano Trump come Segretario per la sicurezza interna dopo che Kelly si era appunto dimesso da tale carica per ricoprire quella di capo di gabinetto. All'udienza del 5 dicembre 2017 il Senato approvò la sua nomina con 62 sì e 37 no,  entrando in carica il giorno successivo.

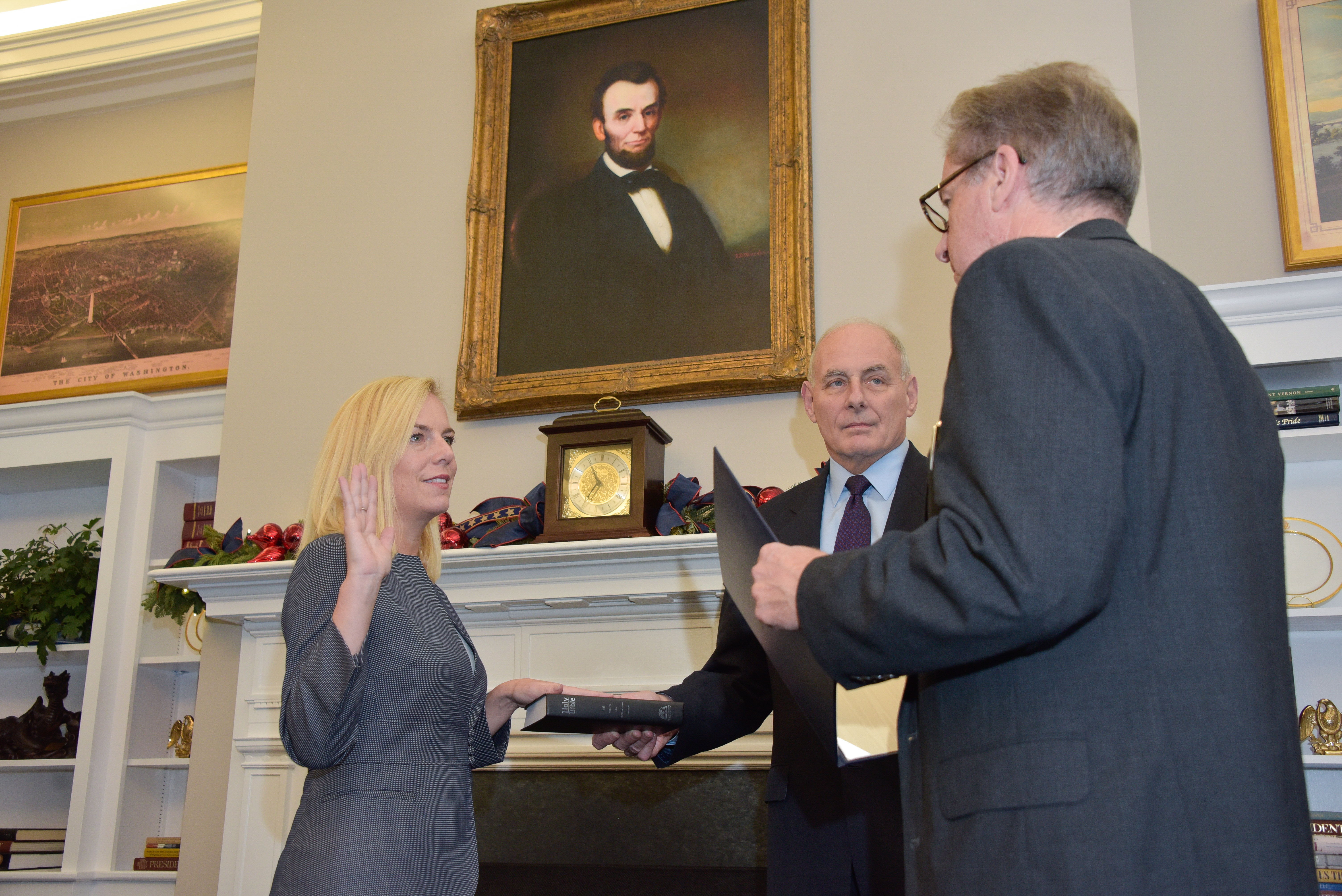
Kirstjen Nielsen giura come 6º Segretario della Sicurezza Interna, succedendo a John F. Kelly.

Nel maggio 2018, secondo il New York Times Nielsen ha preso in considerazione le dimissioni dopo che il presidente Trump l'ha rimproverata durante una riunione di gabinetto per quella che ha descritto come la sua incapacità di proteggere i confini degli Stati Uniti.  Il giornale ha riferito che c'era tensione tra Nielsen e Trump dopo che lei e altri funzionari del dipartimento hanno resistito alla richiesta di Trump di separare i genitori immigrati senza documenti dai loro figli mentre erano in custodia. Il rapporto è stato confermato a Politico e Reuters da una fonte del dipartimento.  Nielsen ha invece negato di aver minacciato le 
dimissioni.
Nielsen si è dimessa il 7 aprile 2019, due giorni dopo le dichiarazioni di Trump di volere andare in una direzione "più dura" sull'immigrazione.
Il 5 aprile, i gruppi per l'immigrazione e i diritti civili avevano esortato le aziende elencate nella Fortune 500 a non assumere alti funzionari dell'amministrazione Trump coinvolti nella pianificazione, realizzazione o difesa della separazione dei figli dei migranti dai loro genitori.  L'8 aprile, è iniziata a circolare una petizione rivolta a studiosi, studenti e personaggi dei media, con i firmatari che giuravano di non "associarmi in alcun modo" a qualsiasi think tank o dipartimento universitario che impiegasse la Nielsen. In un articolo che riassume il mandato della Nielsen alla sicurezza interna, Dara Lind di Vox ha scritto che lei era stata "probabilmente il segretario più aggressivo della breve storia del dipartimento".
Nell'ottobre 2019, l'amministrazione Trump ha nominato la  Nielsen al National Infrastructure Advisory Council.